# Königstrasse station
Königstrasse  station är en pendeltågsstation i Hamburg som trafikeras av Hamburgs pendeltåg (S-Bahn). Stationen ligger i stadsdelen Altona och öppnade 1979. Följande linjer trafikerar stationen S1 och S3. 

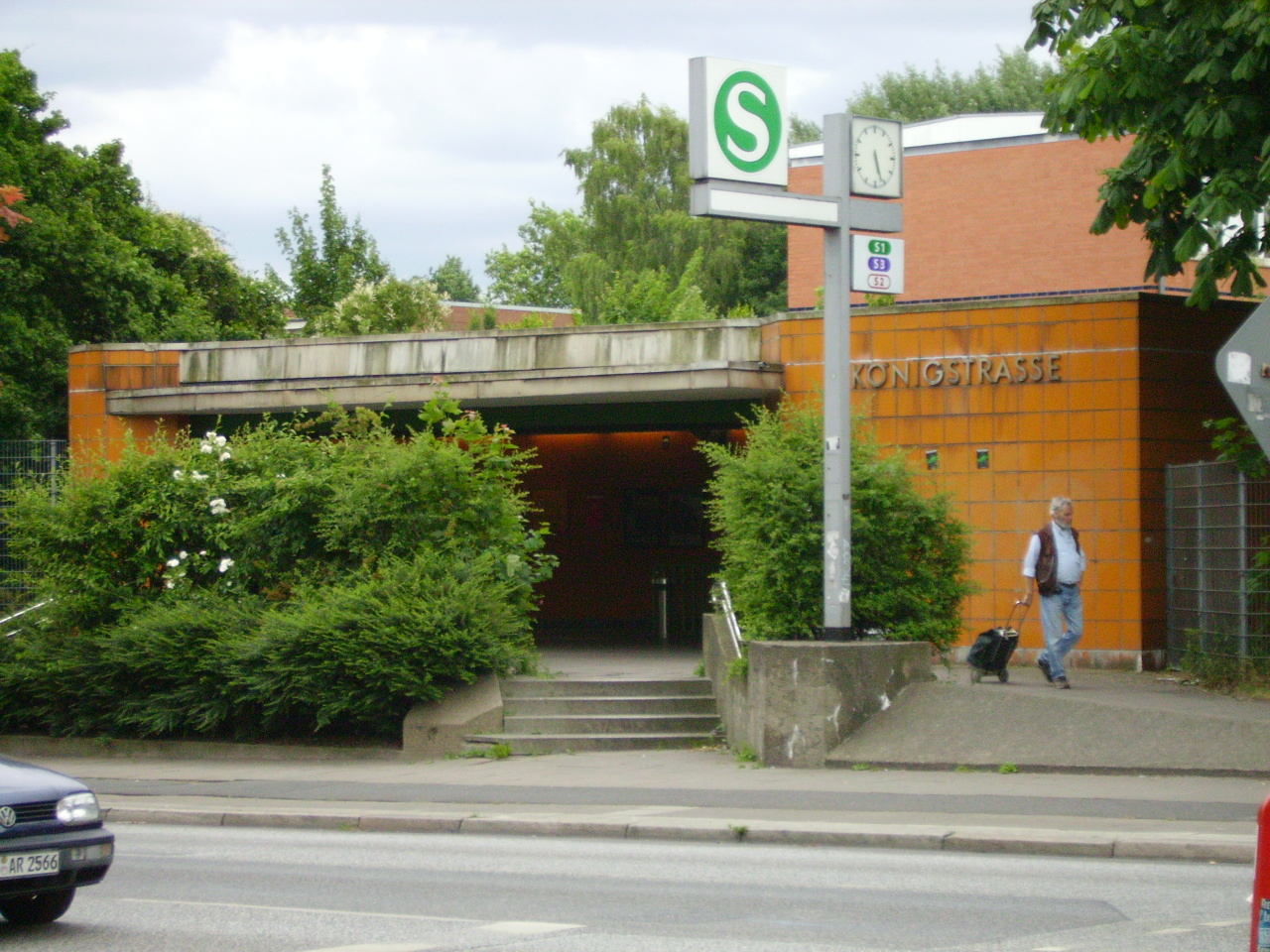
Entré
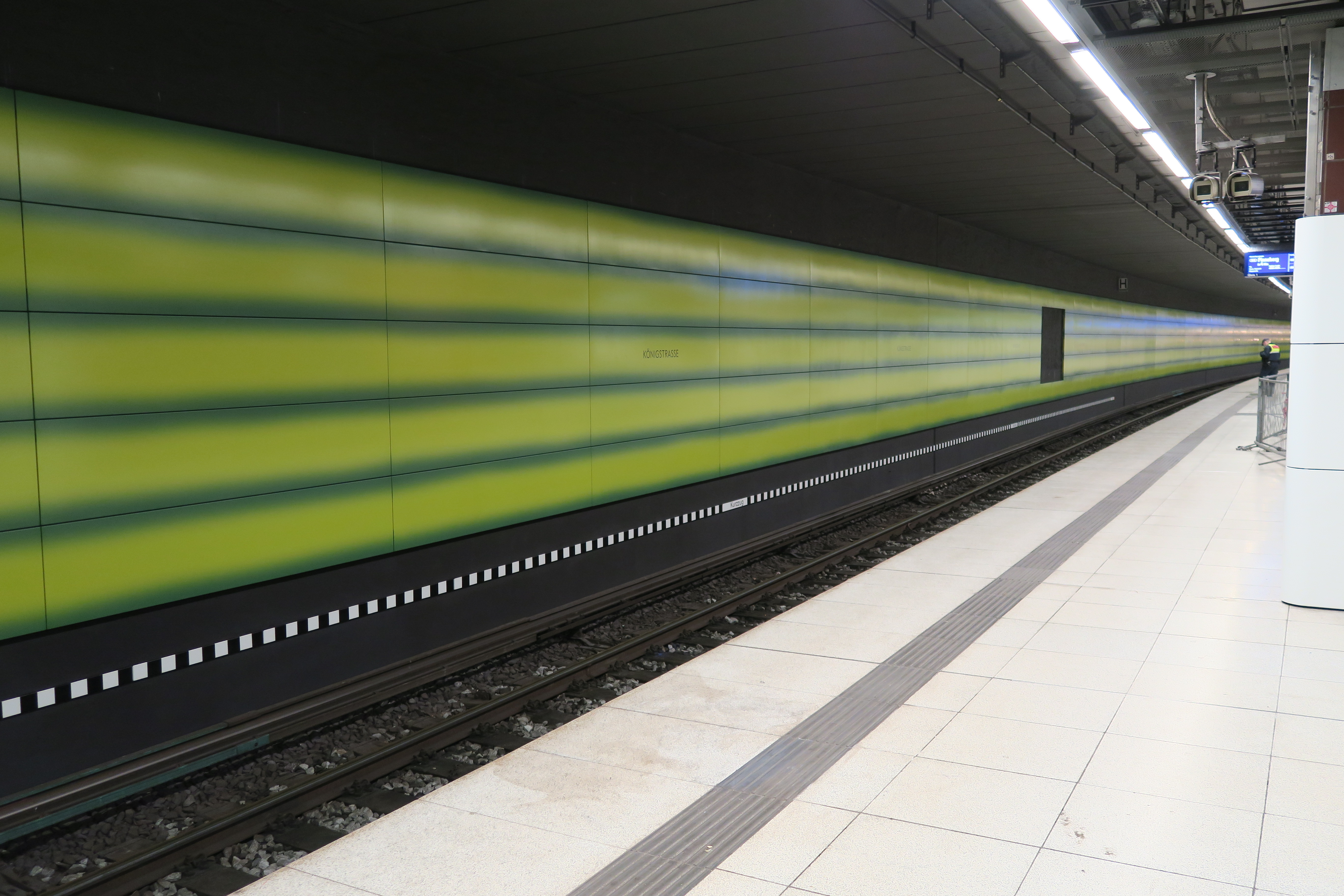
Königstraße
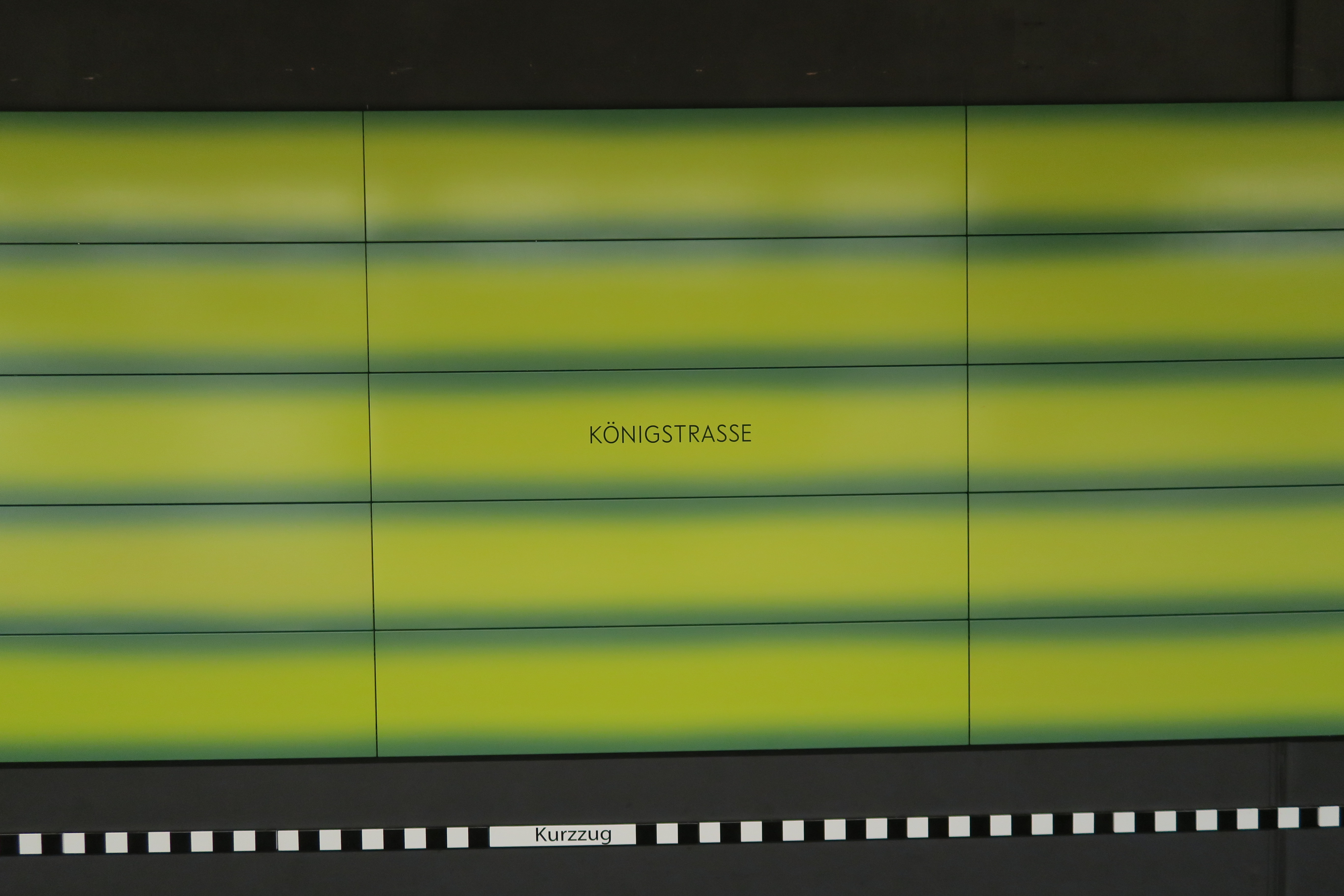
Königstraße